# 元烈
元烈（？—553年），河南郡洛阳县（今河南省洛阳市东）人，北魏宗室。
元烈在西魏官至尚书。西魏废帝元钦二年（553年）十一月，元烈谋划杀死宇文泰，事情泄露后，宇文泰依法律处死了元烈。